# Oděv v antickém Řecku

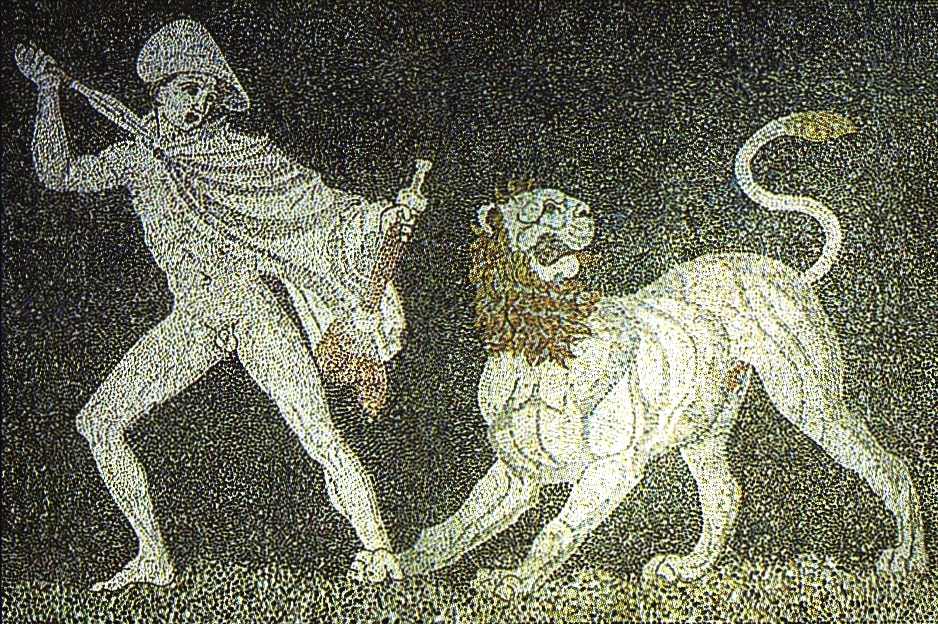
Alexandr Veliký v chlamydě sepjaté na pravém rameni, mozaika, 3. stol. př. n. l., Muzeum Palla, Řecko

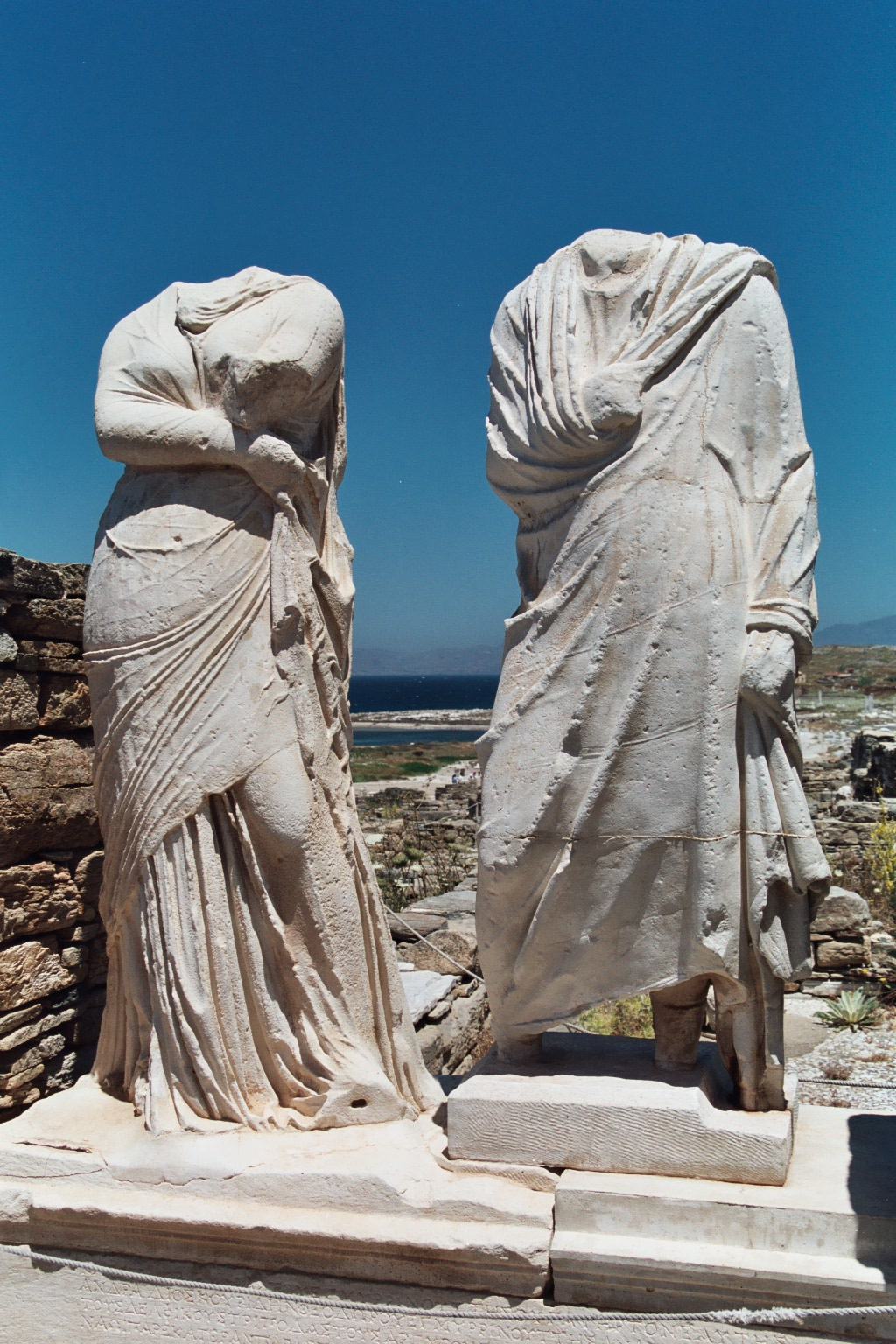
Sochy u Kleopatřina domu na Délu. Muž a žena v plášti „himationu“, helénské období

Antické Řecko bylo rozsáhlou tisíciletou říší období starověku, v níž byly zavedeny základní typy, materiály a design evropského oděvu, obuvi a pokrývek hlavy, galanterie a šperku. Z antického Řecka převzala středověká a novověká Evropa i Středomoří svrchní oděv. Odívání se rozvíjelo ve třech historických obdobích, především v pevninském Řecku, na ostrovech v Egejském moři a v Malé Asii, s některými územními odlišnostmi a vlivy.

## Historie
- archaické období 8.– 6. století př. n. l., řecká móda čerpala z odívání říší Blízkého Východu
- klasické období, asi léta 500–325/320 př. n. l., nejvýznamnější tvůrčí období
- helénské období – 3. stol. př. n. l. až 1. století n. l., řecká móda pronikla do Itálie (Řím) a Egypta

Oproti pravěké užitkové funkci oděvu, kdy člověk potřeboval především tepelnou a mechanickou ochranu těla před nepřízní podnebí, počasí a před zraněními, v Řecku se postupně rozvíjejí principy: 1. jednoduchost; 2. skladebnost; 3. estetika, 4. unisex (nerozlišuje typy mužského a ženského oděvu) 5. módní trendy jen v dekoru či ve šperku. Oděvní tvorba se pro svobodného člověka (tedy střední a vyšší společenské vrstvy) stává disciplínou uměleckých řemesel. Poprvé v historii bylo lidské tělo podtrhováno jako dokonalé a výjimečné ve svých tvarech a proporcích a stalo se cílem umělecké tvorby. Tvůrci v souladu těla a oděvu hledali řád, zákonitosti aranžování (princip symetrie, asymetrie), kladli důraz na proporce, rozměry, vyváženost. Dále se zaměřovali na volbu materiálů a barev.

## Materiály
Len, vlna (tkaniny, pleteniny, plsti), vzácně bavlna (dovoz z Egypta), vzácně hedvábí (dovoz z Číny nebo z Persie), kůže a kožešiny, palmové listy, lýko, ostatní. Hlavním problémem poznávání řeckého antického oděvu je mizivé množství dochovaných příkladů, zpravidla jde jen o části oděvu, spíše jen fragmenty či vlákna. Proto jsou oděvy zkoumány ze sochařských a malířských památek.
- Tkaniny: základním materiálem šitého oděvu je vlněná tkanina nebo lněné plátno. Oděv má základní rozměry dané šířkou tkalcovského stavu, na němž se látka tkala, nerozstříhávala se ani nesešívala dohromady. Látky byly tkané z různě hrubých nebo jemných přízí, byly buď jednobarevné, nebo vzorované či vyšívané, také s třásněmi. Vzor byl diktován technikou tkaní, nejčastěji to byly kontrastní černé, modré nebo červené pruhy,

## Střih
Jasné linie, jednoznačnost, honosné řasení, jemnost záhybů, pohodlnost při nošení a vzdušnost jsou typické. Oděv má rozměry lidského těla doplnit a vyladit, nikoliv potlačit, například tlouštík zůstane tlustý, a v oděvu bude pokud možno symetrickou koulí.
Sešívané boční strany šatů se v Řecku objevovaly ojediněle. Byly jen vertikálně řaseny do záhybů, které připomínají řecké, zvl. dórské sloupy. Uspořádání šatů diktuje na jedné straně materiál, na druhé straně dobové módní předpisy. Střižený šat v dnešním slova smyslu Řekové neznali. Proporce šatů jsou harmonicky vyváženy s heslem „všeho s mírou“. Módní výstřelky byly vyhrazeny kurtizánám. Základem symetrie oděvu je pravoúhlý kus látky. Oblečení se podřizuje tělu, respektuje a podtrhuje jeho přirozené linie, dodržovala se volnost rozměrů. Dlouholetý vývoj antického šatu prověřil požadavky na kvalitu materiálu, jeho hřejivost nebo prodyšnost, na pohodlnost. Šaty se nosily přímo na nahém těle.

## Typy oděvů
Základní sestavu oděvu tvořily tři části – chitón, peplos a jeden z dále jmenovaných plášťů. Spojením vypovídaly o společenském postavení nositele.
- chitón – spodní košile z vlny nebo lnu, s krátkými rukávy (téčko) nebo bez nich, sepjatá sponou či 2 sponami na ramenou; krátký chitón se nazýval dórský a převládal u mladších věkových kategorií a vojáků, dlouhý chitón upřednostňovali starci, ženy, veřejně činní muži a aristokracie. Záhyby byly hluboké a pravidelné. Ženy využívaly šíři materiálu k přehození látky přes paže. V samotném chitónu se však ženy na veřejnosti nepohybovaly. Přes něj se zahalovaly do pláště zvaného peplos, který se skládal z jednoho či dvou kusů látky a byl sepnut na ramenou a bocích, či pláštěm.
- Claina – krátká pláštěnka přes chitón, v Homérově době barvená purpurem nebo vyšívaná
- Peplos (2. pád j.č.: peplu) – dlouhé ženské šaty, iónský peplos byl na bocích sešívaný, dórský jen sepjatý sponami. Peplos se od chitónu lišil tím, že se překládala látka v horní části na hrudi a zádech, přeložení látky se mohlo lišit v délce, počtu sepnutí a v množství dalšího visícího materiálu. Šíře látky byla v rozpětí do tří metrů. Peplos se často zhotovoval z hrubší vlny, a vytvářel tak hluboké záhyby. Bohaté ženy preferovaly jemnější tkaniny a více vrstev. Peplos byl často doplňován o zlaté pásky na bocích. V každém období řeckých dějin byl preferován jiný druh peplu – počínaje úzkým, nenařaseným s krátkým přeložením a přepásáním v pase přes bohatě nařasený na bocích až po peplos s hlubokým překládáním pod pás se stužkami do kříže přes hruď.
- Chlamys (2. pád j.č.: chlamydy)– krátký plášť, pánský, vojenský či jezdecký, spjatý na pravém rameni sponou; původem z Thessalie, nosil se k němu klobouk zvaný petasos nebo pilos[1]. Od vlády Alexandra Velikého byl pláštěm panovníka.
- Himation – dlouhý řasnatý plášť, nejméně pod kolena; starší muži si jím přikrývali šíji a ramena, mladší jej nosili krátký, často přehozený přes jedno rameno. Ženy si jej také přetahovaly přes hlavu.
- Faros – svrchní luxusní plášť, nošený přes chitón, zvláště aristokracií. Nosili jej ženy i muži. Plášť tvořil jediný kus látky zachycený sponou. Obměny vzhledu závisely na kvalitě i síle materiálu a způsobu, jakým lidé svůj oděv na sobě upravovali. Plášť tak jako chitón byl vyroben v různých provedeních, barevném typu, různém vzoru a jakosti. Jako materiál se používalo tuhé, těžké, tmavě fialové sukno z ovčí vlny, méně lněné plátno. Pláště sloužily hlavně v zimních měsících nebo při nevlídném počasí.
- Spodní prádlo se nenosilo. Stužky, pásky, pásy či štoly ovinuté kolem těla sloužily jako podpůrné prostředky pro krásný vzhled, modelaci i tvarování křivek. Například ženy podpíraly svá ňadra látkovým nebo koženým pásem, který bránil pohybu ňader při chůzi.
- Významnou roli hrály kromě materiálu barvy: například: bílá označuje aristokracii, černá, purpurová, tmavě zelená a šedá jsou barvy smutku, zelená, šedá a hnědá jsou barvy venkova. Důležitým prvkem bylo řasení, přepych na šatech, prodloužený rozměr a ozdoby na oděvech.[2]

Základní souprava oděvu se nosila doma, ke spaní, k práci, ale i ve společnosti. Jeden typ šatů sloužil pro všechny příležitosti. Svá specifika funkčního designu, materiálů i barevnosti měla vojenská výstroj (např. kyrys, nárameníky, rukavice, nákolenky/holeně, přilba s chocholem v barvě jednotky, souprava řemenů k zavěšení zbraní).

## Obuv
Řekové nejčastěji chodili doma bosí a venku v sandálech splétaných z řemínků a na kožené podešvi. Kůže obuvi prostých lidí byla přírodní, stejně jako vojenských bot, které měly vysoké svršky nebo z ochranných důvodů zvlášť navlékané a šněrované holeně. Podobně i luxusní boty mohly mít kombinaci sandálů s pevnou holení, na které kůže bývala obarvena do odstínů tmavě červené, žluté nebo černé. Nejčastěji ji zdobily ornamenty se symboly chránícími před zlem, kovovými či koženými ozdobami. Sandály se nosily převážně v subtropickém pásmu, což byla v většina řeckého území; na zimu byly boty vykládány plstí nebo kožešinou. Shodný design mívaly opasky.
- V šatníku řeckého člověka nezáleželo na pestrosti typů oděvů, ale na počtu a jejich organizaci. Podle slov filosofa Xenofóna: „ Je velmi krásné pozorovat obuv přesně seřazenou, i šaty rozdělené podle potřeb nositele“.[3]

## Účesy a pokrývky hlavy
- Dámské účesy bývaly upraveny do vln, drdolů či nakadeřeny do drobných loken, mezi nimi někdy vytrhávané "pěšinky", jak je známo i ze současných afrických účesů. Účes býval zdoben stužkou nebo čelenkou. Klobouky se v tomto období nosili málo, ženy užívaly pilos nebo si hlavu překrývaly pláštěm.[4]
- Pánské účesy byly jednoduché, vlasy krátké, plnovous také, dlouhý plnovous byl vyhrazen starcům. Jako ocenění nosili muži ve vlasech věnec, buď z čerstvých ratolestí vavřínu, nebo tepaný ze zlata či stříbra.

## Oděvní doplňky a šperky

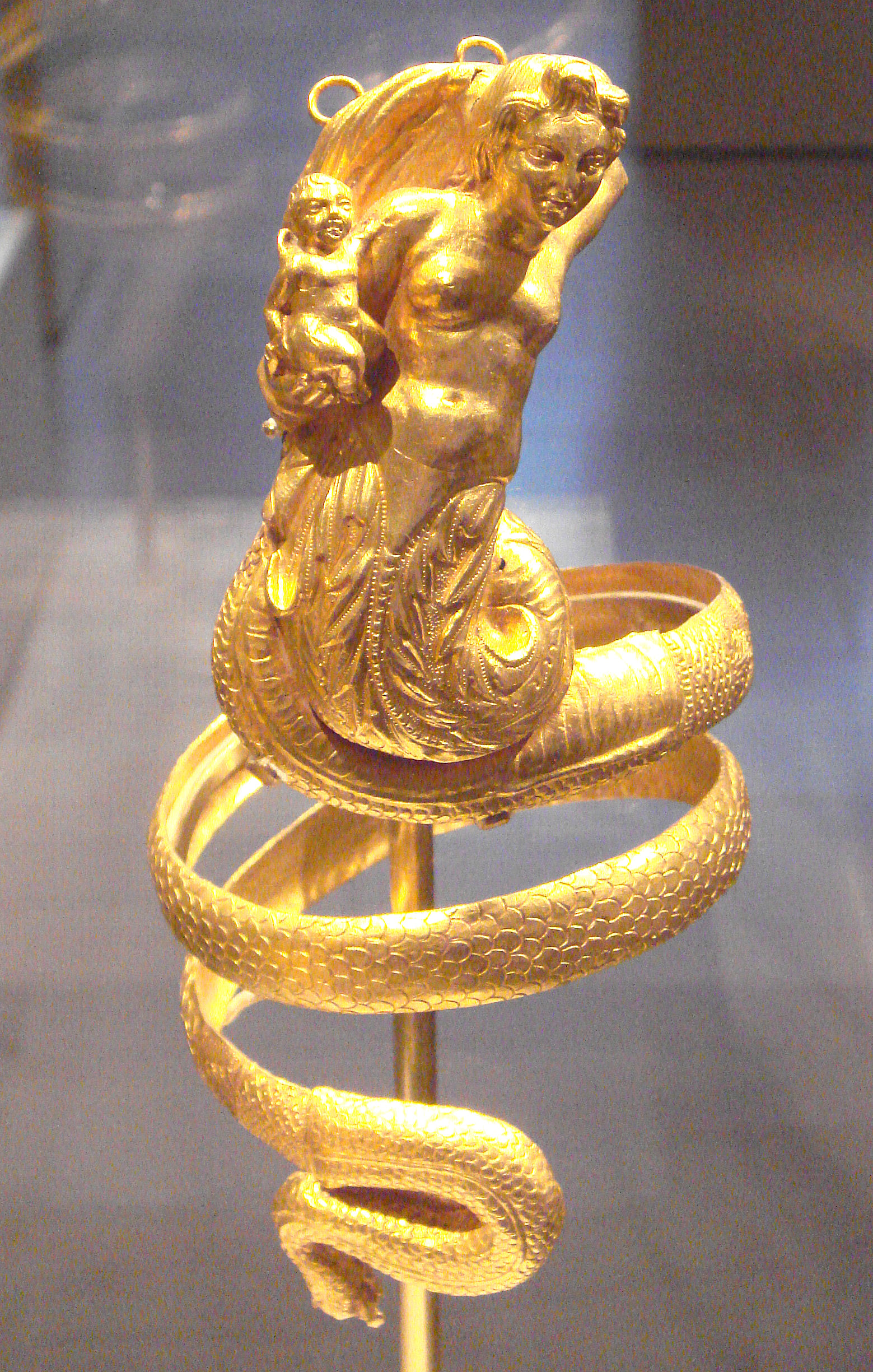
Náramek ze zlata.

Často upevňovaly, strukturovaly či dotvářely oděv, jeho siluetu. Jejich množství bylo nepřeberné. Tvořily je čelenky s diadémem, věnce, náušnice, spony, náhrdelníky, prsteny a náramky, vyrobené z různých materiálů podle společenského postavení nositelů: zlaté s drahokamy, perlami a se smaltem pro nejvyšší vrstvy, stříbrné, měděné či bronzové pro ostatní, železné či olověné prsteny nosili vojáci. Řecké šperkařství získalo věhlas především po skončení řecko-perských válek. Do té doby se zhotovovaly hladké prsteny bez výzdoby, s rytou reliéfní gemou: kameje sloužily jen pro ozdobu, intagliemi se pečetily smlouvy a jiné důležité dokumenty.
Ze šperků to byly především náušnice a prsteny, které se časem rozšířily do všech společenských vrstev. Gemy dodávali specializovaní rytci drahokamů. Preferovanými drahokamy byly karneol a chalcedon, za přijatelnou cenu se daly koupit jaspisy a acháty, stejně jako malé perly. Po zpřístupnění cesty do Indie Alexandrem Velikým začali Řekové pracovat i s granáty - almandiny.
Šperky prošly mnoha obdobími vývoje, nejdůležitějším v helenistickém období. Šperky byly zdobené plastickými nebo rytými emblémy ochrannými, náboženskými motivy či scénami ze života. z mušlí či slonoviny, kolem roku 1400 př. n. l. se začaly používat k výrobě šperků kousky zlata, stříbra, bronzu, nebo perly, polodrahokamy a drahokamy (ametysty, smaragdy, sardonyx) či sklo, smalt. Na počátku byly ozdoby provedením a vzory jednodušší než na jiných územích. Šperky byly nošené zejména při vystoupeních či oslavách nebo zvláštních příležitostech. Nositeli byly často ženy, aby ukázaly, jak jsou zámožné, či svou ochrany před zlem nositelkám nebo jako zprostředkovatel dodávající majitelce nadpřirozenou sílu. Šperky se často dávaly bohům.